# Shark Night 3D
Shark Night 3D ist ein US-amerikanischer Horrorfilm aus dem Jahr 2011. Regie führte David R. Ellis.

## Handlung
Sara und ihre College-Freunde Malik, Beth, Nick, Maya, Blake und Gordon fahren in das Ferienhaus ihrer Eltern auf einer kleinen Insel im Morris Salzwassersee in Louisiana. Dort trifft Sara ihren Ex-Freund Dennis und seinen Kumpel Red. Es soll das ultimative Party-Sommerwochenende werden. Dort angekommen, genießen sie das Leben, feiern, flirten und stürzen sich mit ihren Wakeboards ins Wasser. Als aber College-Footballstar Malik nach einem seiner übermütigen Stunts mit einem abgebissenen Arm an Land taumelt, ist es mit der Partylaune vorbei. Unter Schock machen sich die Freunde in einem kleinen Motorboot auf den Weg zum Krankenhaus, das auf dem Festland liegt. Erst auf dem See wird ihnen klar, dass es kein Unfall war. Schnell müssen sie feststellen, dass es in dem See von blutrünstigen Haien wimmelt. Das Blut aus Maliks Wunde lockt einen Hai an, der das Boot attackiert. Maya stürzt ins Wasser und wird gefressen.
Dennis und Red gestehen, dass sie die Haie in den See verbrachten. Dennis zwingt Gordon mit einer Waffe ins Wasser, der daraufhin von einem Bullenhai verschlungen wird. Auch Beth wird von vielen Zigarrenhaien zu Tode gebissen, während Dennis und Red dieses Schauspiel filmen. Malik bewaffnet sich mit einer Harpune und tötet damit einen Hai, an dessen Bauch sich eine Kamera befindet. Er selbst opfert sich später, um seinen Freund Blake vor einer Haiverfolgung zu retten, der jedoch trotzdem von einem großen weißen Hai getötet wird. Sheriff Sabin besucht Sara und Nick und betäubt ihren Hund mit einer präparierten Suppe. Bei dieser Gelegenheit kommt heraus, dass Sabin, Dennis und Red vom Film Shark Week des Discovery Channel inspiriert wurden und Gesichter-des-Todes-Videos drehen wollten. Während Sara von Dennis und Red weggebracht wird, gelingt es Nick, sich zu befreien. Er entzündet einen Benzinkanister, den er zuvor unbemerkt umgetreten hatte, wobei Sabin Feuer fängt und in den See stürzt, wo er von den Tigerhaien gefressen wird.
Dennis versenkt währenddessen Sara in einem Hai-Käfig in den See. Nick versucht, Sara zu befreien. Dennis will die Befreiungsaktion verhindern, doch ein großer weißer Hai verschlingt ihn. Nick tötet den Hai und befreit Sara. Nick, Sara und Saras Hund schwimmen zum Boot. Der Schluss des Films zeigt, dass noch immer Haie im See sind.

## Hintergrund
- Der Film kam am 2. September 2011 in US-amerikanische Kinos, in Deutschland am 1. Dezember 2011.
- Für Regisseur David R. Ellis war das Horror-Genre keineswegs Neuland: Zuvor dreht er bereits Final Destination 2 und Final Destination 4 sowie Snakes on a Plane.

## Kritik
Der Film bekam sehr schlechte Kritiken. Auf rottentomatoes.com kam der Film auf lediglich 16 %, auf imdb.com bekam er 3,9 von 10 möglichen Punkten (Stand: September 2012).
- Christoph Petersen von Filmstarts schreibt unter anderem: „Die Story hat man schon mindestens tausend Mal gesehen: Eine Gruppe von Collegestudenten verschlägt es in die Wildnis, wo dann einer nach dem anderen von ihnen das Zeitliche segnet. Das Schema funktioniert mit mörderischen Hinterwäldlern genauso gut wie mit tollwütigen Wildtieren... aber mit Haien? Spätestens nach dem zweiten Opfer sollte doch keiner der Jugendlichen mehr so bescheuert sein, sich dem haiverseuchten See auch nur zu nähern....“[3]